# Ageas
Ageas é uma empresa seguradora multinacional sediada em Bruxelas, Bélgica, e em Utreque, Países Baixos. Ageas é a maior seguradora da Bélgica, operando em 14 países diferentes. A empresa foi rebaptizada a partir do nome Fortis Holding em Abril de 2010 e compreende as actividades de seguros que ficaram depois da cisão e da venda do grupo de serviços financeiros Fortis durante a crise financeira de 2008 e 2009. Está cotada nas bolsas Euronext Bruxelas, Euronext Amsterdão e do Luxemburgo e integra o principal índice da Bélgica BEL 20.